# Dorneck
Het district Dorneck in het kanton Solothurn is een deel van de agglomeratie Bazel. Het district heeft een oppervlakte van 74,63 km² en heeft 19.030 inwoners (eind 2004). De hoofdplaats is Dornach.
Het district bestaat uit de volgende gemeenten:
| Gemeentenaam           | Inwoners (31/12/2004) | Oppervlakte (km²) |
| ---------------------- | --------------------- | ----------------- |
| Bättwil                | 1180                  | 1,69              |
| Büren                  | 930                   | 6,22              |
| Dornach                | 6205                  | 5,75              |
| Gempen                 | 737                   | 5,96              |
| Hochwald               | 1211                  | 8,28              |
| Hofstetten-Flüh        | 2873                  | 7,50              |
| Metzerlen-Mariastein   | 873                   | 8,56              |
| Nuglar-Sankt Pantaleon | 1393                  | 6,34              |
| Rodersdorf             | 1303                  | 5,29              |
| Seewen                 | 1009                  | 16,39             |
| Witterswil             | 1316                  | 2,65              |

Bucheggberg · Dorneck · Gäu · Gösgen · Lebern · Olten · Solothurn · Thal · Thierstein · Wasseramt